# Pinus brutia
Pinus brutia, el pino de Chipre, es una especie de árbol de unos 20 m de altura con acículas agrupadas por parejas, muy afín a Pinus halepensis, del que a veces se considera una variedad (Pinus halepensis Mill. var. brutia), diferenciándose de este por la presencia de acículas más largas y gruesas, y porque la piña está sentada.

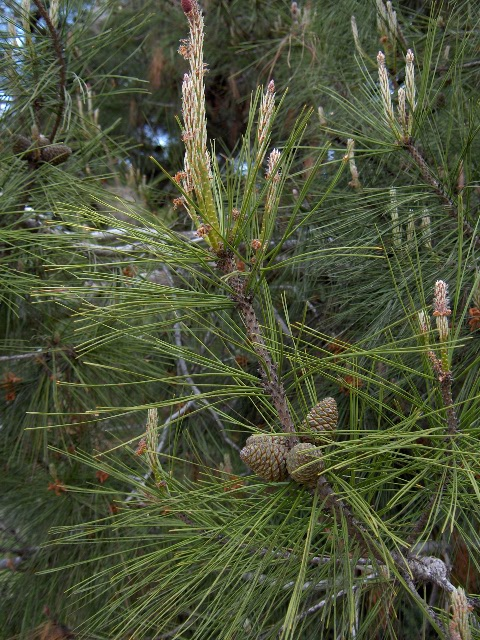
Vista del follaje del árbol.

## Descripción
Es un árbol que alcanza los 30-35 m de altura y tiene un tronco de un metro de diámetro, aunque puede llegar a los 2 metros. La corteza es roja-naranja, delgada y con fisuras en la base del tronco. Las hojas en forma de agujas, están pareadas y tienen 10-16 cm de longitud, son largas y de color verde brillante a amarillo-verdoso. Las piñas tienen 6-11 cm de longitud y 4-5 cm de ancho, son verdes y se tornan marrón-rojizo al madurar, tardan hasta dos años en abrir para lanzar sus semillas que tienen 7-8 mm d longitud y con alas 15-20 mm para ser dispersadas por el viento.

## Distribución y hábitat
Su distribución geográfica se circunscribe a países del Mediterráneo oriental: Grecia, Creta, Chipre, Turquía, Siria, Israel, Crimea, Georgia, Irán y Líbano donde crece hasta los 600 m s. n. m., aunque en el sur puede llegar a los 1.200 metros.

## Taxonomía
Pinus brutia fue descrita por Michele Tenore  y publicado en Prod. Fl. Nap. lxxii. 1811.
Etimología
Pinus: nombre genérico dado en latín al pino.
brutia: epíteto latino que significa "débil".
Sinonimia
- Pinus halepensis subsp. brutia (Ten.) Holmboe
- Pinus halepensis var. brutia (Ten.) A.Henry
- Pinus persica Fox-Strangw.[5][6]

var. eldarica (Medw.) Silba
- Pinus eldarica Medw.
- Pinus halepensis var. eldarica (Medw.) Fitschen

 var. pityusa (Steven) Silba
- Pinus halepensis subsp. pityusa (Steven) A.E.Murray
- Pinus halepensis var. pityusa (Steven) Gordon
- Pinus halepensis subsp. stankewiczii (Sukaczev) A.E.Murray
- Pinus istratovae L.V.Orlova
- Pinus pithyusa Fox-Strangw.
- Pinus pityusa Steven
- Pinus pityusa var. stankewiczii Sukaczev
- Pinus stankewiczii (Sukaczev) Fomin